# Миронов, Николай Ефимович
Николай Ефимович Миронов (8 мая 1936, с. Старые Ятчи, Граховский район, Удмуртская АССР, РСФСР — 30 января 1999, Ижевск, Российская Федерация) — советский российский партийный и государственный деятель, председатель Совета Министров Удмуртии (1990—1993).

## Биография
В 1961 г. окончил Ижевский механический институт по специальности «технология машиностроения, металлорежущие станки и инструменты».
- 1955—1965 гг. электрик-технолог, мастер, старший мастер, заместитель начальника цеха Ижевского механического завода,
- 1965—1969 гг. — инструктор промышленно-транспортного отдела Удмуртского обкома КПСС,
- 1969—1981 гг. — первый секретарь Индустриального райкома КПСС г. Ижевска,
- 1981—1990 гг. — директор 13-го государственного подшипникового завода Министерства автомобильного и сельскохозяйственного машиностроения,
- 1990—1993 гг. — председатель Совета Министров Удмуртской АССР (Удмуртской Республики),
- 1993—1998 гг. — помощник генерального директора АО «Ижевский подшипниковый завод».

## Награды и звания
- Орден Трудового Красного Знамени
- Орден Трудового Красного Знамени
- Орден «Знак Почёта»
- Орден «Знак Почёта»